# Stagno di Putzu Idu (Salina Manna e Pauli Marigosa)
Stagno di Putzu Idu (Salina Manna e Pauli Marigosa) este o arie protejată (arie specială de conservare — SAC, sit de importanță comunitară — SCI) din Italia întinsă pe o suprafață de 598 ha, integral pe uscat.

## Localizare
Centrul sitului Stagno di Putzu Idu (Salina Manna e Pauli Marigosa) este situat la coordonatele 40°02′19″N 8°23′27″E / 40.038611°N 8.390833°E.

## Înființare
Situl Stagno di Putzu Idu (Salina Manna e Pauli Marigosa) a fost declarat sit de importanță comunitară în septembrie 1995 pentru a proteja 2 specii de plante și 24 de specii de animale. Situl a fost protejat și ca arie specială de conservare în august 2019.

## Biodiversitate
Situată în ecoregiunea mediteraneană, aria protejată conține 16 habitate naturale: Tufărișuri termo-mediteraneene și de pre-deșert, Straturi cu Posidonia (Posidonion oceanicae), Formațiuni scunde de Euphorbia în apropierea falezelor, Lagune de coastă, Păduri de Olea și Ceratonia, Vegetație anuală la limita mareei, Dune de coastă cu Juniperus spp., Tufărișuri halofile mediteraneene și termo-atlantice (Sarcocornetea fruticosi), Pășuni mediteraneene udate de apa mării (Juncetalia maritimi), Faleze cu vegetație de Limonium spp. endemic de pe coastele mediteraneene, Dune de pe litoral fixate cu Crucianellion maritimae, Stepe sărăturate mediteraneene (Limonietalia), Golfuri mici largi și golfuri puțin adânci, Dune cu vegetație ierboasă Malcolmietalia, Matorral arborescenți cu Juniperus spp., Pseudostepă cu ierburi și specii anuale de Thero-Brachypodietea.
La baza desemnării sitului se află mai multe specii protejate:
- plante (2): Helianthemum caput-felis, Limonium pseudolaetum
- păsări (21): Alectoris barbara, fâsă-de-câmp (Anthus campestris), egretă mare (Ardea alba), pasărea ogorului (Burhinus oedicnemus), ciocârlie-cu-degete-scurte (Calandrella brachydactyla), prundăraș de sărătură (Charadrius alexandrinus), erete de stuf (Circus aeruginosus), egretă mică (Egretta garzetta), șoim călător (Falco peregrinus), piciorong (Himantopus himantopus), Larus audouinii, Larus genei, Phalacrocorax aristotelis desmarestii, Phoenicopterus ruber, ploier auriu (Pluvialis apricaria), ciocântors (Recurvirostra avosetta), chiră de baltă (Sterna hirundo), chiră mică (Sternula albifrons), Sylvia sarda, călifar alb (Tadorna tadorna), chiră de mare (Thalasseus sandvicensis)
- pești (2): Aphanius fasciatus, Petromyzon marinus
- reptile (1): Testudo graeca

Pe lângă speciile protejate, pe teritoriul sitului au mai fost identificate 1 specie de plante, 56 de specii de păsări, 2 specii de amfibieni, 5 specii de reptile.